# Celemony Software
Celemony Software GmbH — немецкая компания-производитель музыкального программного обеспечения, специализирующаяся на программном обеспечении для цифровой коррекции высоты звука.
Основным продуктом компании является программа Melodyne — популярный инструмент для изменения высоты звука, похожий на Auto-Tune. Хотя сама программа представляет собой программное обеспечение для ручной настройки.

## История
Celemony была основана в октябре 2000 года профессором Петером Нойбекером, Хильдегардом Сургенсом и Карстен Геле. Она базируется в Мюнхене, Германия.
В 2009 году Melodyne получил награду MIPA за самый инновационный продукт. В 2011 году Celemony выпустила Capstan — автономное программное обеспечение для восстановления звука, которое устраняет детонацию аналоговых записей.
В октябре 2011 года Celemony и PreSonus представили Audio Random Access (ARA) — расширение для форматов аудио плагинов, таких как AU и VST, которое позволяет обмениваться данными между ними, что поддерживается несколькими DAW.

## Мелодин (программа)

За три года до основания Celemony, Питер Нойбекер работал над исследовательским экспериментом со звуком. Позже этот эксперимент превратился в продукт коррекции высоты тона Melodyne.
Melodyne стал инструментом, который используется большим количеством профессиональных продюсеров по всему миру для настройки и управления звуковыми сигналами, обычно вокалом певца.
У Melodyne также есть возможности для растягивания по времени и восстановления мелодий. Его также можно использовать для создания бэк-вокала из существующего ведущего вокала. Первый публичный просмотр Melodyne состоялся на зимней выставке NAMM Show в 2001 году, и с тех пор она была отмечена различными наградами.
По состоянию на май 2020 года текущим выпуском является Melodyne 5. Наиболее важные новые функции 5-й версии связаны с правильной обработкой интонации вокальных треков. Алгоритм теперь определяет присутствие и степень невысотных (шумоподобных) компонентов вокального звука, а также дыхания, которые затем обрабатываются отдельно от тональных компонентов. Также можно отрегулировать баланс громкости между компонентами с высотой звука и без звука. Новые возможности для динамического контурирования предоставляются с помощью инструмента Fade Tool и Leveling Macro, поскольку они также работают для каждой ноты, даже с полифоническим аудиоматериалом. С помощью тека аккордов (и соответствующей настройки сетки высоты тона) записи и сэмплы могут быть адаптированы к гармонической структуре и аккордам песен.
В числе артистов, использующих программу  — Херби Хэнкок, Бьорк, Coldplay, Питер Габриэл и Томас Ньюман. Она также используется в классической музыке для частотного анализа речи. Композитор Джонатан Харви и инженеры IRCAM использовали Melodyne для извлечения мелодического материала для его композиции Speakings.

### Прямой доступ к нотам

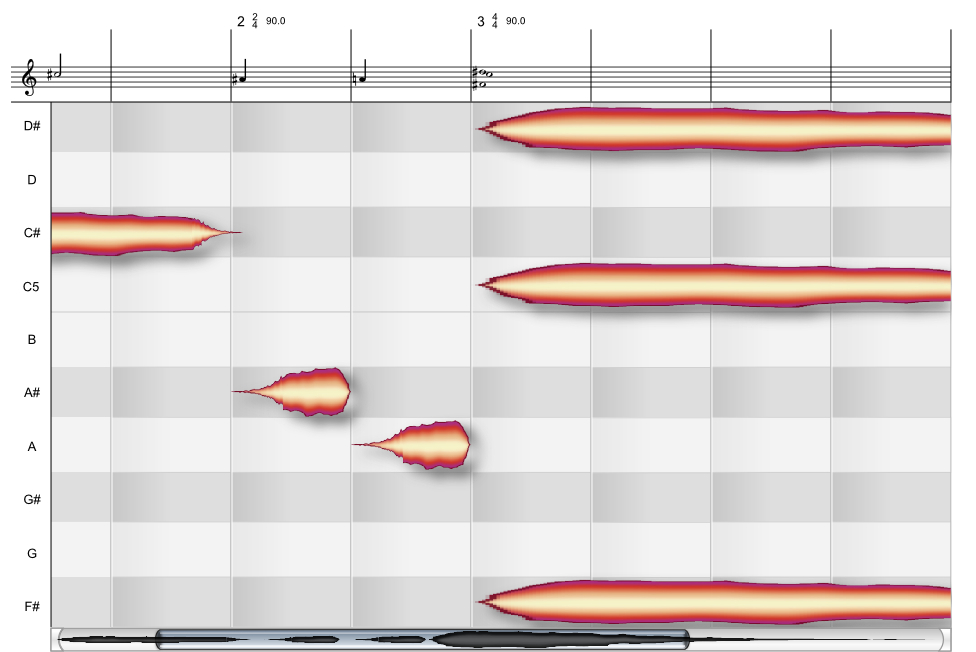
Схема разделения и манипулирования полифоническими нотами

Прямой доступ к нотам (DNA) позволяет независимо управлять отдельными нотами в аккордах и полифонических записях. Изначально анонсированный на Musikmesse Frankfurt 2008 о выпуске в конце того же года, позже он был перенесён на первый квартал 2009 года, а затем, наконец, выпущен 16 ноября 2009 года в составе редактора Melodyne. 14 января 2016 года Celemony интегрировала DNA в свою многодорожечную программу Melodyne studio (версия 4).

## Награда Грэмми
Celemony была удостоена награды Special Merit / Technical Grammy на 54-й церемонии вручения Grammy Awards в феврале 2012 года за «выдающийся технический вклад в область звукозаписи».